# Acacia harpophylla
Espèce
Classification phylogénétique
Acacia harpophylla est une espèce de plantes à fleurs du genre Acacia et de la famille des Fabaceae. C'est un arbre endémique d'Australie.

## Description
L'arbre peut atteindre 25 mètres de haut. Il a des racines drageonnantes ce qui en fait une espèce envahissante. L'écorce est dure, ridée, presque noire. Les feuilles falciformes, coriaces, cireuses mesurent de 10 à 20 cm de long pour 7 à 20 mm de large. Il forme de vastes forêts sur les sols argileux.
Deux espèces: Acacia  harpophylla et Acacia cambagei forment des bois clairsemés dans les plaines, les plateaux et les zones faiblement vallonnées aux sols argileux lourds et relativement fertiles lorsque les précipitations atteignent entre 300 et 700 mm par an. En certains endroits, ils sont associés à d'autres espèces telles que Eucalyptus coolabah, Eucalyptus cambageana, Casuarina cristata et de nombreuses plantes herbacées,.

## Répartition
On le trouve au centre et sur les cotes du Queensland et au nord de la Nouvelle-Galles du Sud jusqu'au vingtième degré de latitude sud.